# Nazem Amine
Nazem Amine (in arabo ناظم امين‎?; Zahle, 29 maggio 1927 – Dearborn, 16 luglio 2017) è stato un lottatore libanese, specializzato nella lotta libera.

## Biografia
Sposò Nadia Laham, sorella del sollevatore libanese Moustafa Laham, che gareggiò ai Giochi olimpici estivi di Helsinki 1952. Ebbe nove figli, di cui due Sam e Mike Amine lottatori per l'Università del Michigan. I nipoti Myles Amine e Malik Amine, figli di Mike Amine e della sammarinese Marcy Mularoni, divennero entrambi lottatori di livello internazionale in rappresentanza della Repubblica di San Marino.
A causa della guerra arabo-israeliana dei sei giorni, nel 1967, si trasferì con la sua famiglia a Dearborn, nel Michigan, negli Stati Uniti d'America.
Morì a Dearborn all'età di novant'anni.

### Carriera
Rappresentò il Libano ai Giochi olimpici di Roma 1960, classificandosi sedicesimo, nel torneo della categoria pesi leggeri.